# Telegraph (блог-платформа)
Telegraph — анонимная блог-платформа, бесплатный издательский инструмент, созданный компанией Telegram. Хотя Telegraph создавался прежде всего как инструмент, позволяющий делиться длинными текстами в мессенджере Telegram, впоследствии он оказался полностью отдельным сервисом, который можно использовать и без аккаунта в Telegram.
Платформа была анонсирована 22 ноября 2016 года одновременно с выходом Telegram версии 3.14.

## Возможности
Telegraph выполнен в минималистическом стиле, страницы статьи не содержат никаких элементов управления. Каждая статья на сайте является отдельной, отсутствует возможность как-либо объединить статьи в группы или иерархии. Для каждой статьи автор указывает заголовок и опционально подзаголовок, обычно используемый для имени автора. Кроме того, под заголовком статьи указывается дата первой публикации, на которую автор статьи повлиять не может.
Возможности форматирования текста также минимальны: поддерживается два уровня заголовков, одноуровневые списки, полужирный шрифт, курсив, цитаты, гиперссылки. В редакторе также присутствует функционал неочевидных возможностей, например, комбинация клавиш "ctrl + u" сделает текст подчеркнутым; три символа апострофа "```" создаст поле для оформления блока кода; звездочка "*" создает список; "*** + enter" разделяет текст полосой. Возможно загрузить на страницу изображение и видео, размер которых не должен превышать 5 МБ. При добавлении ссылок на YouTube, Vimeo или Twitter сервис позволяет просматривать их содержимое прямо в статье.
При первой публикации статьи URL генерируется автоматически из её заголовка, при этом символы не из латинского алфавита транслитерируются, пробелы заменяются на дефисы, и к адресу добавляется дата публикации. Например, статья с названием «Telegraph (блог-платформа)», опубликованная 17 ноября, получает URL /Telegraph-blog-platforma-11-17.
В связи с тем, что Telegraph, как и Telegram, часто используется в странах с ограничениями свободы слова, существуют сервисы, позволяющие продолжать пользоваться сервисом в случае блокировки.

## Анонимность
Платформа обеспечивает анонимность авторов, возможна публикация статей без регистрации. В этом случае автор может редактировать или удалять свою статью, пока не очистит cookie в браузере. Для того чтобы иметь возможность редактировать статьи и после смены браузера, существует возможность регистрации. Регистрация также является анонимной и не требует ни электронной почты, ни пароля. Вместо этого пользователю выдаётся уникальный токен, который в дальнейшем можно использовать для авторизации. И регистрация, и авторизация доступны только через API или сторонние сервисы; на самом сайте такой возможности нет. При регистрации также нужно выбрать имя аккаунта, однако оно не видно читателям и не обязано быть уникальным. Имя аккаунта введено для облегчения работы пользователей с несколькими аккаунтами на Telegraph.

## Telegram-бот Telegraph
Самый популярный способ зарегистрироваться в Telegraph — это использование Telegram-бота @telegraph. Бот позволяет создать до пяти аккаунтов Telegraph каждому пользователю Telegram.
Полученные таким образом аккаунты Telegraph не показывают читателям информацию о Telegram-аккаунте владельца, сохраняя анонимность автора. Вместе с тем, если злоумышленник получит доступ к учётной записи Telegram, он сможет получить доступ к статьям автора в Telegraph. Поэтому для пользователей с риском утери контроля над своей учётной записью рекомендуется использовать API напрямую.